# Федоренко, Василий Михайлович
Василий Михайлович Федоренко (6 июня 1925 — 21 ноября 2004) — стрелок 185-го гвардейского стрелкового полка (60-я гвардейская стрелковая дивизия, 6-я армия, 3-й Украинский фронт), гвардии красноармеец. Герой Советского Союза.

## Биография
Родился 6 июня 1925 года в селе Демьяновка ныне Белокуракинского района Луганской области. Работал в артели «Листранс» в городе Лисичанск.
В феврале 1943 года призван в армию и направлен на фронт. Сражался на Юго-Западном и 3-м Украинском фронтах. С 13 августа по 22 сентября принимал участие в Донбасской операции. 
Приказом по 185 гв. сп 60 гв. сд 12 А Юго-Западного фронта №: 23/н от: 22.09.1943 года первый номер пулеметного расчета 1-го стрелкового батальона гвардии рядовой Федоренко награжден медалью "За отвагу" за то,что в наступательном бою 7-8 сентября 1943 года возле станции Черкасская огнем своего пулемета уничтожил 20 солдат и офицеров противника.
Приказом по 60-й гв.стр.дивизии №: 31 от: 12.10.1943 года первый номер пулеметного расчета 1-го стрелкового батальона гвардии рядовой Федоренко награжден орденом Красной Звезды за то.что в бою 1 октября 1943 года огнем своего пулемета уничтожил до 15 солдат противника.
С 10 по 14 октября участвовал в Запорожской операции. 
Приказом ВС 3-го Украинского фронта №: 1369 от: 20.11.1943 года награжден орденом Богдана Хмельницкого 3-й степени за то,что в бою 13.101.1943 года за высоту 126,9 тов.Федоренко первым ворвался на высоту.где уничтожил до 10 солдат и офицеров противника и захватил станковый пулемет. 
Особо отличился при форсировании Днепра. Указом Президиума Верховного Совета СССР от 22 февраля 1944 года за мужество и героизм, проявленные в битве за Днепр, стрелку 185-го гвардейского стрелкового полка 60-й гвардейской Павлоградской краснознаменной стрелковой дивизии гвардии красноармейцу Федоренко Василию Михайловичу присвоено звание Героя Советского Союза с вручением ордена Ленина и медали «Золотая Звезда» за то,что при форсировании Днепра ,будучи в передовых порядках пехоты,при захвате хуторов Новая Алексеевка и удел.Николавевский ,догоняя отступающего противника и поливая его огнем из автомата,уничтожил до 40 солдат и офицеров противника.

## После войны
С 1947 года младший лейтенант В. М. Федоренко в запасе. Жил в городе Северодонецк Луганской области. 
В 1985 году награжден орденом Отечественной войны 1-й степени.

## Смерть
Скончался 21 ноября 2004 года.